# Хрватска странка права (1919)
Хрватска странка права била је хрватска националистичка, суверенистичка и републиканска политичка странка у Краљевини Срба, Хрвата и Словенаца, касније Краљевини Југославији.

## Историја
Када је у новооснованом Краљевству Срба, Хрвата и Словенаца затражено да се распусте све политичке странке које су дјеловале у Аустроугарској монархији, страначко вијеће Чисте странке права (ЧСП) одбило је приједлог о распуштању и донијело одлуку да се ЧСП уједини са дијелом Старчевићеве странке права и осталим правашким странкама због незадовољства уједињењем и новооснованом државом. Новооснована политичка странка је добила назив Хрватска странка права. Била је идеолошка насљедница става Анта Старчевића о независној Хрватској и хрватском државном праву, а ни у ком погледу није имала везу са Хрватском странком права, која је дјеловала од 1903. до 1918. године и заједно са српским странкама довела је до стварања југословенске државе.
На дужност предсједника странке изабран је др Владимир Пребег, а за секретара Анте Павелић, адвокат и будући предсједник странке. Програм странке је усвојен 1. марта 1919. године у Загребу, а познат је под називом „Републикански програм”. У програму је истакнуто да хрватски народ не прихвата нову власт, него да наставља борбу за самосталну и суверену Хрватску. За разлику од Хрватске пучке сељачке странке (ХПСС), ХСП не само да је одбијала уједињење, већ је заступала идеју потпуно независне Хрватске, засноване на хрватском државном праву.
ХПСС и ХСП нису учествовале у раду Привременог народног представништва. ХСП иако није признавала ово представничко тијело, упутила је протест јер није уопште била позвана да учествује у њеном раду. Ради остварења својих циљева, ХСП је сарађивала са Хрватским комитетом у Бечу, који су чинили некадашњи официри Аустроугарске војске. Комитет је био повезан са хабзбургофилским легитимистима, који су жељели обнову Хабзбуршке монархије.
ХСП је два пута улазила у преизборне коалиције: први пут у Хрватски блок са Хрватском републиканском сељачком странком (ХРСС) и Хрватском заједницом (ХЗ) 1921. године и други пут у Хрватским блок са Хрватском федералистичком сељачком странком (ХФСС) 1927. године. На изборима за народне посланике 1927. године, Анте Павелић, заједно са Антом Трумбићем из ХФСС, изабран је за народног посланика, на заједничкој листи Хрватског блока. Послије атентата у Народној скупштини 1928. године, НСП приступа Сељачко-демократској коалицији.
Анте Павелић 1927. године у тајности одлази у Рим, гдје се састаје са владиним секретаром Робертом Даванцатијем којем предаје писмену моблу, коју је саставио др Ивица Франк (син Јосипа Франка), у којој се Краљеини Италији нуди сарадња у рушењу Краљевине Срба, Хрвата и Словенаца. Према писаној молби, очекује се италијанска помоћ у успоставили и заштити независне Хрватске и истиче се спремност на политичке, територијалне, привредне и војне повластице италијанским интересима, што је доста одударало од програма ХСП. У оквиру странке Павелић је посебно посвјетио развоју омладинског крила, те су покренути листови Старчевић и Кватерник. Покреће и лист Хрватски домобран, а 1. новембра 1929. године оснива и истоимену организацију за борбена дејства.
Најближи Павелићев сарадник био је Миле Будак, а међу најистакнутијим члановима странке били су Милан Шуфлај и Стипе Јавор.
Дјеловање странке је забрањено 6. јануара 1929. године, увођењем Шестојануарске диктатуре. Дио чланства странке одлази у исељеништво, под вођством Анте Павелића, који оснива покрет „Усташа — Хрватска револуционарна организација”.